# Пласки, Жан
Жа́н Пласки (фр. Jean Plaskie; 24 августа 1941, Лакен — 18 сентября 2017, Стромбек-Бевер, Фламандский регион) — бельгийский футболист, играл на позиции центрального защитника; один из успешных игроков в истории «Андерлехта».

## Биография

### Игровая карьера
Пласки на протяжении всей футбольной карьеры играл за «Андерлехт», сыграв за 13 сезонов в чемпионате Бельгии 180 матчей и забил 2 гола. В составе «Андерлехта» он выиграл 6 чемпионских титулов и Кубок Бельгии 1965 года, завершив карьеру в 1971 году в возрасте 30 лет.
В составе сборной Бельгии сыграл 33 матча, в которых не забил ни одного мяча.

### Смерть
Скончался 18 сентября 2017 года в возрасте 76 лет.

## Достижения
«Андерлехт»
- Чемпионат Бельгии (6) : 1961/62, 1963/64, 1964/65, 1965/66, 1966/67, 1967/68
- Обладатель Кубка Бельгии (1) : 1964/1965